# 圣切萨雷奥
圣切萨雷奥（義大利語：San Cesareo），是意大利拉齐奥大区罗马首都广域市的一个市镇。总面积22.72平方公里，人口13675人，人口密度601.9人/平方公里（2009年）。ISTAT代码为058119。